# Ермолаево (Берёзовский район)
Ермолаево — деревня в Берёзовском районе Красноярского края России. Входит в состав Есаульского сельсовета. Находится на правом берегу реки Енисей, примерно в 8 км к северу от районного центра, посёлка Берёзовка, на высоте 131 метра над уровнем моря.

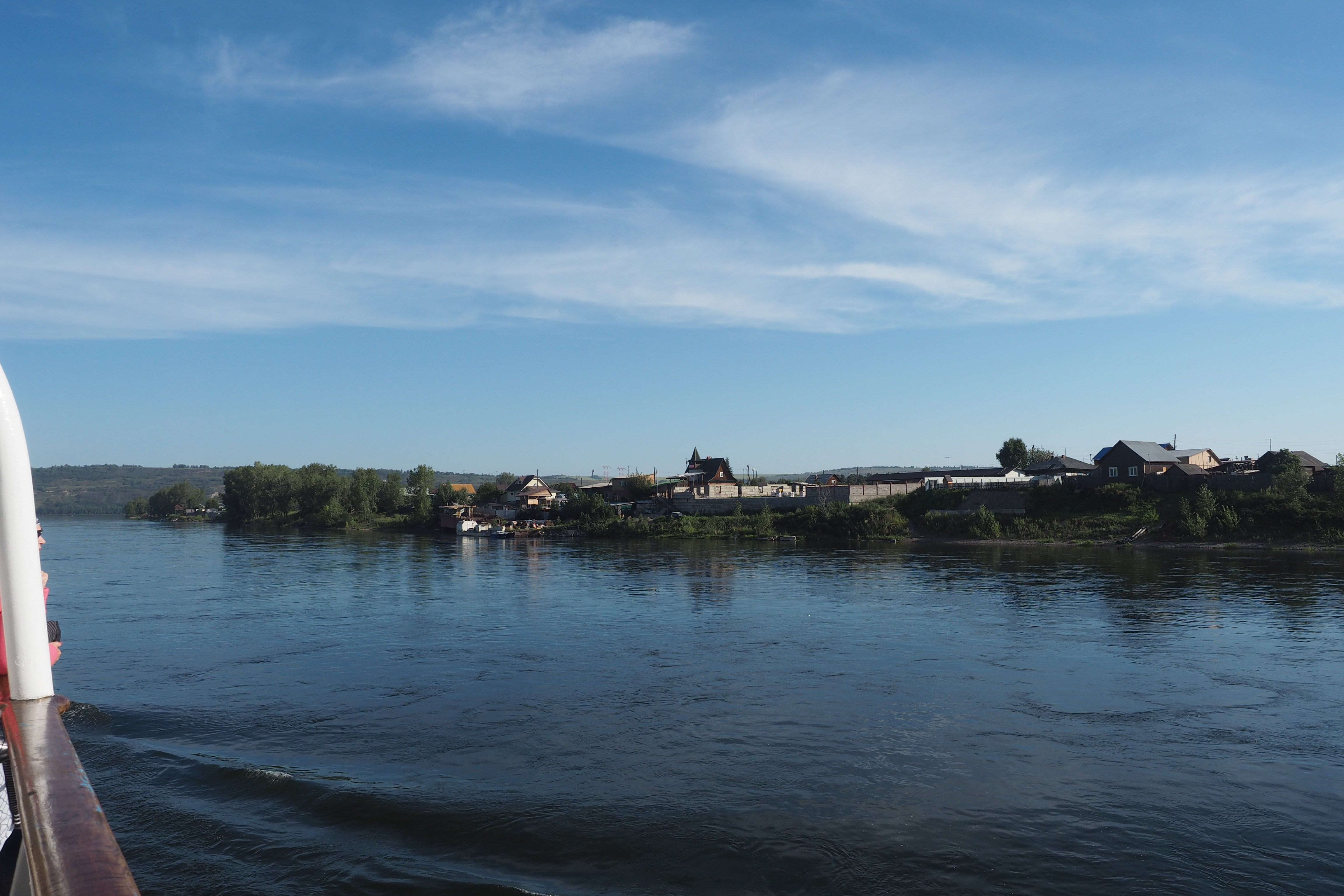
Вид на Ермолаево с Енисея

## Население
| 1989 | 2002 | 2010 |
| ---- | ---- | ---- |
| 272  | ↗298 | ↗439 |

Гендерный состав
По данным Всероссийской переписи населения 2010 года 204 мужчины и 235 женщин из 439 чел.

## Улицы
Уличная сеть деревни состоит из 17 улиц.

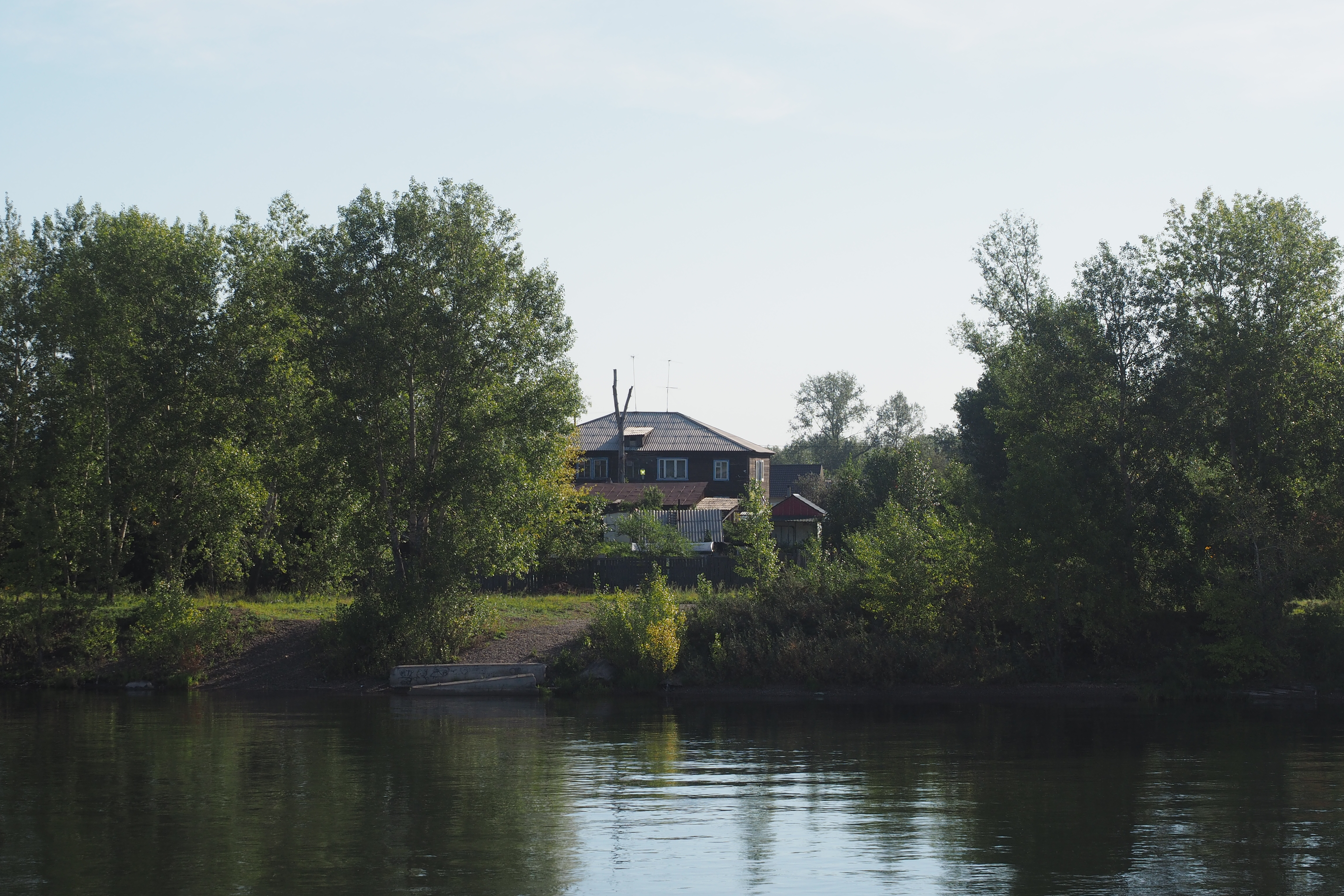
Вид на Ермолаево с Енисея